# Мирослав Димитријевић
Мирослав Димитријевић (Рашевица, 27. јануар 1950) српски је књижевник, историограф, енциклопедиста, лексикограф, публициста, новинар, есејиста, књижевни критичар, антологичар и етнограф.
Именован је за редовног члана Православне академије наука, уметности, вештина и иновација Србије у Београду, у децембру 2021. године.
Председник је Српске духовне академије у Параћину, коју је основао маја 2005. године. Члан је Удружења књижевника Србије у Београду од 1989. године.

## Биографија
Рођен је у Рашевици, општина Параћин, од оца Миливоја и мајке Данице. Основну школу је учио у Рашевици и Поточцу, гимназију у Параћину, студирао је српски језик и књижевност у Крагујевцу и Београду. Радио је као новинар од 1974. до 2005. године, а потом као издавач и галериста у Београду, у периоду 2006—2015. Пензионисао се 2015. године и живи у Рашевици код Параћина.

### Објављене књиге (избор)
- Нехај клатна, (песме) „Вук Караџић”, Параћин, 1972.
- Моји свемирски преци, (песме), СИЗ културе, Параћин, 1975.
- Велика постеља, (песме), „Вук Караџић”, Параћин, 1976.
- Пролепшај се од песме, (избор поезије), СИЗ културе, Параћин, 1980.
- Препоручена пошта, (песме), СИЗ културе Параћин, 1982.
- Дуга над завичајем, (избор песама), СИЗ културе, Параћин, 1982.
- Фантастични механичари – пет најбољих југословенских приповедача, НОН, Београд, 1984, у 100 хиљада примерака
- Пет најбољих хаиђина и пет најбољих сонетиста Југославије, Путеви, Бањалука, 1984.
- Досољавање анђела, (песме), Књижевно друштво „Развигор“, Пожега, 1985.
- Генерална поправка, (песме), „Реч младих”, Титово Ужице1986.
- Седмоглава, (песме), „Логос”, Параћин, 1986.
- Афоризница, (афоризми), КК „Мирко Бањевић”, Параћин, 1987.
- Жежено, (епиграми), „Вук  Караџић”, Параћин, 1987.
- Воде ветровите, (народне умотворине из Средњег Поморавља), „Светлост“” из Крагујевца и „Вук Караџић” из Параћина, 1987.
- Течна пшеница, (хаику), Хаику клуб „Мацуо Башо”, Кула, 1987.
- Антологија југословенске хаику поезије, објављивана у наставцима у листу „14 дана” у Параћину, 1987.
- Антологија српског афоризма, објављивана у наставцима у листу „14 дана” у Параћину, 1987.
- Хреб, (песме), „Вук Караџић”, Параћин, 1989.
- Сврбија, (афоризми), „Вук Караџић”, Параћин, 1990.
- Показни дан смрти, (роман), „Вук Караџић”, Параћин, 1990.
- Шушумиге, (песме за децу), „Вук Караџић”, Параћин, 1991.
- У демократију, напред марш, (афоризми), „Захарије Орфелин”, Параћин, 1992.
- Удаја воде, (поема), Књижевна келија „Свети Сава”, 1993.
- Песме, (поезија), „Вук Караџић”, Параћин, 1995.
- Знаменити Параћинци, (монографија), Скупштина општине Параћин, 1996.
- Знаменитости параћинских села, (монографија), Скупштина општине Параћин, 1996.
- Страни путописци о Параћину, (монографија), Скупштина општине Параћин, 1996.
- Знаменити Ћупричани у првој српској енциклопедији, (монографија), Скупштина општине Ћуприја, 1996.
- Плана, село, (монографија), Радио новинско јавно предузеће „Параћин”, Параћин, 1996.
- Мириловац, (монографија), Одбор за село Српске академије наука и уметности и Културно-просветна заједница Србије, Београд, 1996.
- Хреб, (изабране песме), „Народна књига”, Београд, 1997.
- Беседе, „Народна књига”, Београд, 1997.
- Доње Видово, (антропогеографска и историјска студија), Одбор за село Српске академије наука и уметности и Културно- просветна заједница Србије, Београд, 1997.
- Ратари, (антропогеографска и  историјска студија), Одбор за село Српске академије наука и уметности и Културно-просветна заједница Србије, Београд, 1997.
- Монодраме,  „Багдала”, Крушевац, 1997.
- Антологија Поморавског Сатиричног Афоризма-АПСА, издавач „Политика Експрес”, Београд, 1998.
- Параћински ТВ гневник, (комедија – коаутор Момир Станисављевић), „Политика Експрес”, Београд, 1998.
- Старе српске мере, (есеј), (сепарат часописа за књижевност „Дани”) , Удружење књижевника Србије - Подружница за Поморавски округ, Јагодина, 1998.
- Телевизијске беседе, ТВ издање РТВ Канал М  у Параћину (суботом поподне), 1998.
- Давидовац,  (антропогеографска и историјска студија), Одбор за село Српске академије наука и уметности и Културно-просветна заједница Србије, Београд, 1999.
- Ћићевац са околином, (антропогеографска и историјска студија), Одбор за село Српске академије наука и уметности и Културно- просветна заједница Србије, Београд, 1999.
- Будућност је увек испред, (монографија), УКС-Подружница за Поморавски округ, Јагодина, 1999.
- Споменица Основне школе Радоје Домановић, (монографија), Удружење књижевника Србије - Подружница Поморавског округа, Jагодина-Параћин, 1999.
- Блесавска школа, (афоризми), Удружење књижевника Србије - Подружница Поморавског округа, Јагодина, 2000.
- Млађе дрвено доба, (поезија), Удружење књижевника Србије - Подружница Поморавског округа, Јагодина, 2000.
- Сто двадесет година параћинске гимназије, (монографија), Гимназија Параћин, 2001.
- Књижевни летопис параћинске гимназије, (зборник књижевних радова), Гимназија Параћин, 2001.
- Одрастање анђела, (песме), „Просвета“, Београд, 2002.
- Част свакоме-демократија никоме, (афоризми), „Београдска књига” и „Апостроф”, Београд, 2002.
- Савремени српски афоризам, (скраћена верзија) „Дани” - подлистак „Параћинских 14 дана” за књижевност и културу, Параћин,2002.
- Беседе (3),  објављиване у листу  „Параћинских 14 дана”, на страници „Духовност”, 2000-2003.
- Поточац, (антропогеографска и историјска студија), Одбор за село Српске академије наука и уметности и Културно-просветна заједница Србије, Београд, 2004.
- Афродитин дар, (хит роман), „Калиграф”, Београд, 2008.
- Бели монах, (роман), Удружење књижевника Србије-Подружница Поморавског округа, Београд-Јагодина, 2010.
- Чувари тајног блага, (хит роман), Удружење свесловенске учености, Београд, 2011.
- Сакривена историја Срба, (историографска студија), Удружење свесловенске учености, Београд, 2011.
- Чувари тајног блага,  (роман - друго издање), библиотека Бестселер, „Беокњига”, Београд, 2012.
- Шавац, (антропогеографска и историјска студија) Културно-просветна заједница Србије, Београд, 2012.
- Гаумата, (роман), Мала класична библиотека, „Легенда”, Чачак, 2012.
- Рашевица, (историјско-лингвистичка студија), Културно-просветна заједница Србије, Београд, 2012.
- Гаумата,  (роман - друго издање, Удружење свесловенске учености-Београд, 2013.[2]
- Доња Мутница, (антропогеографска и историјска студија), Одбор за село Српске академије наука и уметности и Културно-просветна заједница Србије, Београд, 2013.
- Морава и Моравци – планетарни феномен, (антропогеографија), издавач ИК „Пешић и синови”, Београд, 2013.
- Златно доба, (песме)  Удружење књижевника Србије - Књижевна заједница Поморавског округа, Јагодина-Београд, 2013.
- Тајне и чудеса града Ђерђелина, (роман), награђен на конкурсу издавача за најбољи рукопис , Удружење свесловенске учености-Београд, 2014.
- Срећан крај, (песме), Удружење књижевника Србије-Књижевна заједница Поморавског округа, Београд-Јагодина и Српска духовна академија – Параћин, 2014.
- Мирослављево књижевно јеванђеље, (књижевна критика о стваралаштву Мирослава Димитријевића) Удружење књижевника Србије – Књижевна заједница Поморавског округа, Београд-Јагодина и Србска духовна академија-Параћин, 2014.
- Из историје Срба старе и нове ере, Изабрана дела, први том, ИК „Мирослав“ – Београд, 2014.
- Рашевица, (други том – зборник докумената)  Удружење свесловенске учености- Београд и Србска духовна академија-Параћин, 2014.
- Кратке приче о дуговечном, (изабране и нове приче) – Изабрана књижевна дела, Удружење књижевника Србије –Књижевна заједница Поморавског округа, Београд-Јагодина и Биндер СЗР- Београд, 2014. (Књига је изабрана на конкурсу Општине Параћин за финансирање најбољих пројеката, 2014.)
- Срећан крај, (нове и изабране песме – први том) изабрана књижевна дела, Удружење свесловенске учености, Београд, 2015.
- Отац дресира земљотрес, (изабране песме – други том) изабрана књижевна дела, Удружење свесловенске учености, Београд, 2015.
- Романи - трилогија 1, изабрана књижевна дела, Удружење свесловенске учености-Београд, 2015.
- Романи – трилогија 2, изабрана књижевна дела, Удружење свесловенске учености – Београд, 2015.
- Духовне беседе – нове и изабране беседе, изабрана књижевна дела, Удружење свесловенске учености – Београд, 2015.
- Кукурекох, (нови и изабрани афоризми), изабрана књижевна  дела, Удружење свесловенске учености – Београд, 2015.
- Драмско стваралаштво, (монодраме и једночинке) изабрана књижевна дела, Удружење свесловенске учености – Београд, 2015.
- Шушумиге, (песме за децу) изабрана књижевна дела, Удружење свесловенске учености – Београд, 2015.
- Цветосавље – антологија - три цветачника духовне поезије, Удружење свесловенске учености – Београд, Србска духовна академија – Параћин, 2015.
- Троморавље у (пра)историји, (историја Срба) Граматик, Београд, 2016.
- Срби Троморавља у (пра)историји (историја Срба) ИП „Пешић и синови”, Београд, 2016.
- Веверица, The Squirrel, хаику на српском и енглеском, Хаику клуб „А. Нејгебауер“, Нови Сад, 2016.
- Најкраће приче, Le recite les plus courts, на српском и француском, Atelier de livre, Париз, 2016.
- Царски стареник - Цариградски друм у (пра)историји, историја Срба, изабрана историографска дела, Српска духовна академија Параћин, 2017.
- Пролећна киша песама, Spring Poetrz Rain, на српском и енглеском језику, Никозија (Кипар), 2017.
- Голуб, Die Taube, песме за децу, на српском и немачком, Алд, Београд, 2017.
- Мирослављево књижевно јеванђеље – књижевна критика о стваралаштву Мирослава Димитријевића, други том, УКС- Књижевна заједница Поморавског округа – Јагодина и Српска духовна академија – Параћин, 2017.
- Лебина – историјска, демографска и културолошка  студија, Српска духовна академија Параћин, 2017.
- Речник србизама у турском језику, са старосрбским-аријским кореном, (1. издање) Српска духовна академија, Параћин, 2018.
- Речник србизама у турском језику, са старосрбским-аријским кореном, (2. издање) ИК „Пешић и синови“, Београд, 2018.
- Лексикон српских народа, племена, родова и братстава - свесрбски народносни именар од Лепенаца и Винчанаца до данас, (прво издање) Србска духовна академија, Параћин, 2019.
- Енциклопедија српских народа, племена, родова и братстава - свесрбски народносни именар од Лепенаца и Винчанаца до данас, (друго допуњено и измењено издање), ИК „Пешић и синови”, Београд, 2019.[3]
- Лексикон српске духовне академије, (прво издање), Српска духовна академија, Параћин, 2019.
- Аријски земљопис Србије, са старосрбским-аријским значењем географских појмова, Српска духовна академија – Параћин, 2019.
- Царствујушчи народ српски, изабрана историографска дела, „Мирослав” Београд, 2020.
- Енциклопедија старих српских престоница, значајних награда и насеља на Хелму и у свету, ИК „Пешић и синови”, Београд, 2021.
- Енциклопедија географских назива Србије, протумачених старосрбским-аријским или архаично-србским кореном и значењем, Делта прес, Београд, Србска духовна академија Параћин, 2021.
- Трешњевица, антропогеографска и историјска студија, УСУ, Београд, и Српска духова академија Параћин, 2023.
- Српски владари од светих веда до светородних Немањића, енциклопедија, ИК „Пешић и синови”, Београд, 2023.
- Непознанице српске паметарнице, изабрана историографска дела, „Мирослав” Београд, 2023.

### Заступљеност у антологијама, енциклопедијама и изборима поезије и прозе (избор)
- Десет најлепших песама Југословенског фестивала поезије младих, Врбас, 1975, 1976, 1977. и 1978. године
- Антологија књижевног стваралаштва Шумадије и Поморавља, избор Слободана Павићевића, часопис „Кораци“, Крагујевац, 1977.
- Зборник најлепших песама Књижевне омладине Србије, КОС, Београд, 1978.
- Зборник најлепших прича Књижевне омладине Србије, КОС, Београд, 1978.
- Двадесет млађих српских песника, приредили Предраг Марковић и Рајко Лукач, „Питања”, Загреб, 1979.
- Златна струна, десет најлепших песама Међународног фестивала поезије Смедеревска песничка јесен, Смедерево, 1981.
- Срце у излогу, избор из књижевног стваралаштва просветних радника Србије, „Просветни преглед“, Београд, 1981.
- Најлепши стихови, приредили Љубивоје Ршумовић и Радомир Андрић, Радио Београд, 1981/82.
- Кредом по уму, књижевност просветних радника Србије, „Просветни преглед”, Београд, 1982.
- Шпанији – југословенски песници, антологија, приредио Никола Корбутовски, „Повеља”, Краљево, 1986.
- Венац хаику песама југословенских песника, приредио Славко Седлар, Нови Сад, 1987.
- Избор југословенског хаику песништва, приредио Боро Латиновић, Оџаци, 1987.
- Сонет у хаику, пет најпознатијих хаиђина и сонетиста, избор: Никола Коља Мићевић, часопис за књижевност и културу Путеви, Бања Лука, 1987.
- Антологија српског књижевног афоризма „Афокалипса”, приредио Александар Баљак, Београд, 1987.
- Косовска песничка посланица, избор поезије о Косову, приредио Никола Корбутовски, Параћин, 1989.
- Поткозјачки сусрети, двојезични зборник награђених аутора, Куманово, Македонија, 1989.
- Косовски Орфеј, антологија најлепших песама о Косову, приредио Никола Коља Корбутовски, Београд, 1989.
- Мудраци су са вама, антологија најлепших мисли светских и домаћих мислилаца, Нови Сад, 1990.
- Лептир на чају, прва југословенска хаику антологија, приредио Милијан Деспотовић, Пожега, 1991.
- Грана која маше, антологија  хаику песника Југославије, приредио Милијан Деспотовић, Пожега, 1991.
- Птице у плаветнилу, панорамски преглед југословенске хаику поезије, приредили Милијан Деспотовић, Љиљана Петровић и Боро Латиновић, Пожега, 1991.
- Антологија савремене књижевности Поморавља, приредио Бајо Џаковић, „Доба“, Јагодина, 1992.
- Најбољи хаику стихови, избор Боре Латиновића, Жарка Димића и Аце Видића, Ваљево, 1993.
- Гост са истока, студија о хаику поезији југословенских песника, приредио др Живан Живковић, Ниш, 1996.
- И на небу и на земљи, избор духовне  поезије, сачинио Топлица Симић, манастир Каленић, Варварин, 1996.
- Под небом Крушевца, књижевно-историјски зборник Адама Стошића, Крушевац, 1996.
- Диг за песму, 66 најлепших песама о Каленићу, приредио Топлица Симић, Рековац, 1996.
- Трећи талас, студија о хаику поезији песника Југославије, аутора Небојше Миленковића, Нови Сад, 1997.
- Од кише расте небо, антологија поморавске хаику поезије, саставио Мирослав Чопа, Књижевна келија Свети Сава, Параћин, 1997.
- Зборник хаику поезије, избор Моме Димића и Небојше Миленковића, Оџаци, 1997.
- Писање уз ветар, антологија поморавског сатиричног афоризма, приредио Александар Добросављевић,  Јагодина, 1997.
- Ко је ко у југословенском хумору, сатири и карикатури, Лексикон најпознатијих, приредио Милован Вржина, „Јеж“, Београд, 1998.
- Песничка видео антологија, приредио Слободан Жикић, ТВ Јагодина, 1998.
- Тесла – магија и поезија, антологија, приредио Никола Корбутовски, Београд, 1998.
- Враг и шала, антологија србског афоризма, приредио Витомир Теофиловић, Београд, 2000.
- Књижевни летопис параћинске гимназије, стваралаштво професора и ученика, Гимназија, Параћин, 2001.
- Чорт и шутка, антологија српског афоризма Витомира Теофиловића, превод на руски језик, Москва, 2002.
- Најлепше сатиричне приче, „Алма“, Београд, 2003.
- Растимо заједно, зборник песама за децу, избор Драгице Шредер, двојезично издање на србском и немачком језику, „Србска књига“, Рума, 2003.
- Српска песничка плетеница, антологија, приредио Дејан Томић, „Прометеј“, Нови Сад, 2003.
- Лирски пут око света, поезија учесника Међународне манифестације „Путем културе у нови миленијум“, двојезично издање на србском и немачком,  приредила Драгица Шредер, Задужбина „Петар Кочић“ Бања Лука, 2004.
- Случајни узорак, антологија афоризама, приредио Витомир Теофиловић, „Геа“, Београд, 2005.
- Српска књижевност у другој половини двадесетог века, приредио Радомир Мићуно-вић, „Унус Мундус“, Ниш, 2007.
- Азбучник српског афоризма, приредио др Душан Јаковљевић, Зрењанин, 2008.
- Мирис пера, видео антологија, приредио Слободан  Ивановић на РТВ Канал М, Параћин, 2008.
- Најкраће приче 2008, зборник кратких прича, приредио Ђорђе Оташевић, Алма, Београд, 2009.
- У причи и около, најлепша остварења са конкурса за најлепшу причу, „Алма“, Београд, 2009.
- Песме о Косову, избор из поезије поморавских књижевника, часопис за књижевност и културу „Доба“, приредили Бајо Џаковић и Слободан Жикић, Јагодина, 2009.
- Бисери балканског афоризма, антологија, приредио Васил Толевски, Београд, 2011.
- Зрнца, Антологија најкраће приче на србском језику, приредили Дејан Богојевић и Душан Стојковић, „Легенда“, Чачак, 2012.
- Зрнца, Антологија најкрајше србске прозе (превод на словеначки), „Апокалипса“, Љубљана, 2012.
- Пролећна киша песама, „Spring Poetry Rain”, на србском и енглеском, Никозија (Кипар), мај 2012.
- Завештања, зборник најбољих радова књижевника дијаспоре и матице, Удружење србских писаца Швајцарске, приредио Братислав Живуловић, Швајцарска, 2012.
- Енциклопедија Крушевца и околине, приредио Слободан Симоновић, Крушевац, 2012.
- Тридесет четири песника: Сурбита, Сазвежђе заветине, најкраћа антологија поезије, антологичар Бела Тукадруз, Београд, 2015.
- Антологија фигуре у тексту - градови у фокусу, азбучник поетског идентитета Србије, приредили: Миљурко Вукадиновић, Видак Масловарић и Раденко Бјеланчић, УКС Београд и Књижевна заједница УКС-а Крагујевац, Београд, 2018.

## Награде и признања (избор)
- Награда Мирко Јовановић, фонд Скупштине општине Крагујевац, за најбоље књижевно остварење, Крагујевац, 1982.
- Октобарска награда града Параћина за књижевно стваралаштво, Скупштина општине Параћин, 1987.
- Награда Наш глас, награда истоимене редакције за најбољу песму на конкурсу, Смедеревска песничка јесен, Смедерево, 1990.
- Трећа награда за радио репортажу „Баба на мегдану“, (коаутор Ренато Балдуини)  Фестивал удружених радио станица Србије, Дивчибаре, 1997.
- Поморавски Орфеј, награда за најбољу књигу песама „Хреб“ , 2002.
- Сатирично перо, награда за најбољу књигу афоризама „Част свакоме, демократија никоме“, Фестивал српских сатиричара, Зајечар, 2002.
- Песничка хрисовуља, за трајан допринос српској књижевности, Српска духовна академија, Параћин, 2005.
- Плакета Удружења књижевника Србије, за књижевност и трајни допринос угледу и развоју Удружења, поводом стогодишњег јубилеја УКС-а, Београд, 2006.
- Велика повеља, Подружнице Удружења књижевника Србије за трајан допринос и углед књижевничке организације, 2007.
- Награда Живојин Павловић, награда за најбољи роман „Чувари тајног блага“, 2012.
- Награда Раваничанин, награда за изузетан и трајан допринос српској књижевности, историји, духовности и култури - награда за животно дело, Српска духовна академија, Параћин, 2012.
- Повеља за животно дело, Удружење књижевника Србије - Књижевна заједница Поморавског округа, 2012.
- Награда Иво Андрић, награда Интернационалне академије „Иво Андрић“, за животно дело Београд, 2013.
- Златни Орфеј, награда за свевремени печат и трајан допринос српској књижевној баштини, Фестивал „Српско перо“, 2014.
- Награда Селимир В. Милосављевић, награда за најбољи драмски текст на анонимном конкурсу Међународног фестивала дечјих сцена – ДОПС, 2014.
- Награда Душан Срезојевић, награда за свеукупан књижевни рад који оставља трајан печат нашој културној баштини и оплемењује духовне просторе, Јагодина, 2015.
- Награда Жикица Јовановић Чичак, награда за допринос сатиричном стваралаштву у Срба, КК „Ђура Јакшић“, 2018.
- Ђурина грамата, награда за свеукупан допринос српској књижевности, КК „Ђура Јакшић“, 2019. И још око стотину награда на фестивалима и анонимним конкурсима.